# Anna Myszyńska
Anna Myszyńska z domu Schneider (ur. 30 czerwca 1931 w Kórnicy, zm. 7 września 2019 w Nysie) – polska pisarka, fotograf, poetka, propagatorka śląskiej gwary i tradycji.

## Życiorys
Pochodziła z rodziny śląsko-niemieckiej. Szkołę podstawową ukończyła w języku niemieckim w 1945. Po zakończeniu II wojny światowej przez parę lat pracowała na gospodarstwie swoich rodziców i na żniwach w Lipnie w Prudniku. Nie uczęszczała do szkoły, ponieważ nie znała języka polskiego, tylko gwarę śląską. Dopiero w 1952 poszła do szkoły pielęgniarskiej w Raciborzu, którą ukończyła jako autodydaktyk z wyróżnieniem i otrzymała pracę w szpitalu w Opolu. W 1957 ukończyła Państwową Szkołę Położnych w Nysie.
Zamieszkała w Białej Prudnickiej. Zajęła się fotografią dzięki swojemu mężowi Bogdanowi Myszyńskiemu, z którym prowadziła zakład fotograficzny. Po przejściu na emeryturę została fotoreporterem gazety „Panorama Bialska”. Wzięła udział w konkursie gwary śląskiej „Po naszemu, czyli po Śląsku”, organizowanym przez Polskie Radio Katowice. Zaczęła pisać do gazety krótkie opowiadania po śląsku „Jak to piyrwej było”, w których wspominała swoje dzieciństwo, młodość, święta kościelne, stare zwyczaje i obrzędy związane z porami roku i z pracą na wsi, nawiązując do obecnych czasów. Ze względu na brak odrębnego alfabetu dla zapisu śląskiej mowy, tekst jako autodydaktyk zapisywała tak, jak sama mówiła i słyszała. W 1994 otrzymała od Radia Opole propozycję współpracy w prowadzonej przez redaktora Andrzeja Russaka dla mniejszości niemieckiej audycji „Nasz Heimat”. Współpracowała też z „Tygodnikiem Prudnickim”, dla którego przetłumaczyła na język polski treść powieści Lato umarłych snów Harry’ego Thürka. Była pomysłodawcą Konkursu Gwary Śląskiej w Prudniku.
Zmarła 7 września 2019 w hospicjum w Nysie.

## Nagrody i wyróżnienia
- list gratulacyjny Marszałka Województwa Opolskiego za osiągnięcia w upowszechnianiu kultury (2000)[5]
- dyplom Ministra Kultury i Dziedzictwa Narodowego za zasługi w upowszechnianiu kultury (2008)[5]
- tytuł Zasłużonej dla Miasta i Gminy Biała (2009)[5]
- odznakę honorową Zasłużona dla Województwa Opolskiego (2016)[5]